# Фабіан Кунце
Фабіан Кунце (нім. Fabian Kunze, нар. 14 червня 1998, Білефельд, Німеччина) — німецький футболіст, півзахисник клубу «Ганновер 96».

## Ігрова кар'єра
Фабіан Кунце починав займатися футболом у своєму рідному місті Білефельд. Пізніше він перейшов до клубу «Шальке 04», де виступав за юнацьку команду (U-17), але в подальшому тренери не бачили футболіста в основі й Кунце мусив залишити «Шальке» і перейшов до клубу «СВ Редінгхаузен», де тривалий час виступав як гравець основи в Регіональній лізі.
Після серії вдалих матчів за команду у Кубку Німеччини та матчах регулярного чемпіонату, Кунце було визнано кращим гравцем команди і перед сезоном 2019/20 футболіст перейшов до клубу Другої Бундесліги «Армінія» зі свого рідного міста Білефельд. За результатами першого ж сезону «Армінія» виборола право грати у Бундеслізі і наступний сезон Кунце провів в елітному дивізіоні, своєю грою допомігши команді втриматися в вищому дивізіоні.
Перед сезоном 2022/23 Фабіан кунце як вільний агент перейшов до клубу Другої Бундесліги «Ганновер 96». Першу офіційну гру у новій команді півзахисник провів у липні 2022 року.

## Досягнення
Армінія
- Переможець Другої Бундесліги: 2019/20

## Приватне життя
В юнацькі роки Фабіан Кунце займався гандболом. Його брат - близнюк Лукас також професійний футболіст, півзахисник клубу «Оснабрюк».